# Juan Hugo Caesar
Juan Hugo Caésar (Esperanza, Santa Fe, 26 de enero de 1897 - Mar del Plata, Buenos Aires, 4 de octubre de 1966) fue un ingeniero y político argentino, gobernador de la provincia de Santa Fe entre 1949 y 1952.

## Biografía
Nacido en Esperanza en 1897, cursó estudios secundarios en la Escuela Industrial de la Nación en Rosario, de donde egresó en 1915, para más tarde seguir la carrera terciaria en la Facultad de Ciencias Exactas, Físicas y Naturales de Córdoba donde se graduaría de ingeniero geógrafo en 1918 y dos años después de ingeniero civil.
Una vez recibido se radicó en Rosario ejerciendo su profesión y atendiendo a las usinas eléctricas de Acebal y Pérez.
En 1943 se transformó en director gerente de la Empresa Municipal Mixta de Transportes de Rosario y dos años más tarde presidente de la Comisión Fiscalizadora de la Sociedad Eléctrica de Rosario.
Caésar se sintió siempre muy identificado con la política del general Perón y con la misma apreciación del justicialismo como "una nueva filosofía de vida, simple, práctica, popular, profundamente cristiana y profundamente humana".
En 1949 era interventor de la provincia de Santa Fe el coronel Dalmiro J. Adaro, designado por el Poder Ejecutivo Nacional. El 8 de mayo del mismo año convocó a elecciones para elegir las nuevas autoridades provinciales.
El peronismo presentó las candidaturas para gobernador y vice, del Juan Hugo Caésar y el Álvaro González, mientras el radicalismo impulsaba al diputado nacional Agustín Rodríguez Araya.
Los resultados favorecieron a Caésar que se hizo cargo de sus funciones el 4 de junio. No había pasado un mes de su asunción cuando, el 28 de junio, convencido de que la Constitución Provincial debía seguir la reforma iniciada por la Nacional -reformada unos meses atrás-, firmó un decreto convocando a un congreso para reunirse en Asamblea Constituyente, la que sesionaría hasta el 27 de agosto, fecha en que la nueva Constitución de la provincia fue jurada por el gobernador.
La nueva Constitución establecía un orden social justo. Así fueron introducidas reformas en la Sección Primera al referirse a los derechos del trabajador, de la familia, de la ancianidad y del niño estableciendo garantías para una mejor vida digna. Esta Ley se mantuvo en vigencia hasta mayo de 1956 cuando durante la dictadura de Pedro Eugenio Aramburu el interventor de facto Contraalmirante Garzoni, derogó la Constitución y retomó la de 1900.
Entre los trabajos de infraestructura realizados durante el gobierno de Caésar se encuentran el tendido de 478 km de obras viales, 238 caminos pavimentados y 14 puentes. La justicia no quedó exenta de ajustes administrativos como fue el dictado de la Ley Orgánica Tribunales, el Código de lo contencioso administrativo y la Ley de Enjuiciamiento a los magistrados entre otras normas organizativas. También incluye el plan para la construcción de las nuevas Avenidas: Gral. Paz (postergada desde 1929), Gobernador Freyre, Mendoza, Urquiza, Aristóbulo del Valle, en la ciudad de Rosario que convirtieron a esas arterias en vías ágiles de comunicación entre los barrios, los extremos de la ciudad y el centro. Durante su gobierno se dio impulso a los trabajos que Zapata Gollán realizaba en las ruinas de Santa Fe la Vieja en la ciudad de Cayastá. Fue sancionada la Constitución Santafesina de 1949; se continuó el llamado camino de la costa, lo que permitió que las obras viales llegaran hasta Cayastá para facilitar el acceso a las ruinas.
Tres años duró el mandato del ingeniero Caésar. Luego del derrocamiento del Juan Domingo Perón, septiembre de 1955, se radicó en Mar del Plata hasta su muerte el 4 de octubre de 1966.